# Motomondiale 1991
La stagione 1991 è stata la quarantatreesima del Motomondiale; il calendario fu composto da 15 gran premi come l'anno precedente ma le modifiche furono numerose. Tra le gare inizialmente previste, fu eliminato il GP di Jugoslavia a causa della travagliata situazione politica del Paese balcanico (verrà rimpiazzato dal GP d'Europa corso in Spagna), e il GP del Brasile per la scarsa sicurezza del tracciato su cui si sarebbe dovuto svolgere (sarà sostituito da una gara tenuta a Le Mans). I GP d'Ungheria e di Svezia lasciarono il posto al GP di San Marino e alla novità della stagione rappresentata dal GP della Malesia. Inoltre, il GP delle Nazioni fu ribattezzato GP d'Italia.

## Il contesto
La stagione vide una sorta di ritorno al passato per quanto riguarda l'attribuzione dei punti, con l'introduzione di una regola per la quale andavano scartati i due peggiori risultati; nessuna modifica per quanto riguardava i punti assegnati in ogni prova.
Lo svolgimento del campionato prevedeva un primo trittico di prove extra-europee, con il GP del Giappone, quello d'Australia (quest'anno riportato ad inizio stagione dopo aver rappresentato l'ultima gara dell'anno precedente) e quello degli Stati Uniti. Da maggio ad inizio settembre si disputarono 11 gare in Europa per concludere poi la stagione con la nuova trasferta asiatica in Malaysia; come altre volte in passato una trasferta così lontana e isolata si rivelò proibitiva o poco interessante per molti team e piloti con il risultato che al via delle varie classi vi fu un numero molto ridotto di piloti rispetto alle altre gare.
Iniziò quest'anno anche a consolidarsi la prassi del numero di gara assegnato fisso al pilota per tutta la stagione; fino ad allora poteva essere assegnato gara per gara, per quanto ai piloti principali si cercasse di assegnare sempre lo stesso.
Nella classe regina la rivalità tra Wayne Rainey e Kevin Schwantz si svolgeva senza esclusione di colpi; tra il pilota della Yamaha (a fine stagione Campione del Mondo) e quello della Suzuki riuscirà a inserirsi l'australiano Michael Doohan con la Honda. Eddie Lawson, dopo la disastrosa stagione 1990, passò alla Cagiva, che portò a un buon grado di competitività. Da segnalare anche la partecipazione della Norton a motore Wankel. Nelle altre classi, doppia vittoria per la Honda, con Luca Cadalora in 250 e Loris Capirossi in 125. Tra i sidecar, ritorno al titolo per Steve Webster.

## Il calendario
| Data Resoconto         | Gran Premio (Circuito)               | Vincitori           | Vincitori           | Vincitori      | Vincitori                    | Vincitori | Vincitori |
| Data Resoconto         | Gran Premio (Circuito)               | classe 125          | classe 250          | classe 500     | sidecar                      |           |           |
| 24 marzo Resoconto     | GP del Giappone (Suzuka)             | Noboru Ueda         | Luca Cadalora       | Kevin Schwantz |                              |           |           |
| 7 aprile Resoconto     | GP d'Australia (Eastern Creek)       | Loris Capirossi     | Luca Cadalora       | Wayne Rainey   |                              |           |           |
| 21 aprile Resoconto    | GP degli USA (Laguna Seca)           |                     | Luca Cadalora       | Wayne Rainey   | Steve Webster Gavin Simmons  |           |           |
| 12 maggio Resoconto    | GP di Spagna (Jerez)                 | Noboru Ueda         | Helmut Bradl        | Michael Doohan | Steve Webster Gavin Simmons  |           |           |
| 19 maggio Resoconto    | GP d'Italia (Misano Adriatico)       | Fausto Gresini      | Luca Cadalora       | Michael Doohan | Steve Webster Gavin Simmons  |           |           |
| 26 maggio Resoconto    | GP di Germania (Hockenheimring)      | Ralf Waldmann       | Helmut Bradl        | Kevin Schwantz | Ralph Bohnhorst Bruno Hiller |           |           |
| 9 giugno Resoconto     | GP d'Austria (Salisburgo)            | Fausto Gresini      | Helmut Bradl        | Michael Doohan | Steve Webster Gavin Simmons  |           |           |
| 16 giugno Resoconto    | GP d'Europa (Jarama)                 | Loris Capirossi     | Luca Cadalora       | Wayne Rainey   | Steve Webster Gavin Simmons  |           |           |
| 29 giugno Resoconto    | GP d'Olanda (Assen)                  | Ralf Waldmann       | Pierfrancesco Chili | Kevin Schwantz | Egbert Streuer Peter Brown   |           |           |
| 21 luglio Resoconto    | GP di Francia (Paul Ricard)          | Loris Capirossi     | Loris Reggiani      | Wayne Rainey   | Rolf Biland Kurt Waltisperg  |           |           |
| 4 agosto Resoconto     | GP di Gran Bretagna (Donington Park) | Loris Capirossi     | Luca Cadalora       | Kevin Schwantz | Rolf Biland Kurt Waltisperg  |           |           |
| 18 agosto Resoconto    | GP di San Marino (Mugello)           | Peter Öttl          | Luca Cadalora       | Wayne Rainey   | Alain Michel Simon Birchall  |           |           |
| 25 agosto Resoconto    | GP di Cecoslovacchia (Brno)          | Alessandro Gramigni | Helmut Bradl        | Wayne Rainey   | Rolf Biland Kurt Waltisperg  |           |           |
| 8 settembre Resoconto  | GP "Vitesse du Mans" (Le Mans)       |                     | Helmut Bradl        | Kevin Schwantz | Rolf Biland Kurt Waltisperg  |           |           |
| 29 settembre Resoconto | GP della Malesia (Shah Alam)         | Loris Capirossi     | Luca Cadalora       | John Kocinski  |                              |           |           |

## Sistema di punteggio e legenda
| Pos.  | 1  | 2  | 3  | 4  | 5  | 6  | 7 | 8 | 9 | 10 | 11 | 12 | 13 | 14 | 15 | 16 > |
| ----- | -- | -- | -- | -- | -- | -- | - | - | - | -- | -- | -- | -- | -- | -- | ---- |
| Punti | 20 | 17 | 15 | 13 | 11 | 10 | 9 | 8 | 7 | 6  | 5  | 4  | 3  | 2  | 1  | 0    |

## Le classi

### Classe 500
| 1 | Yamaha | 272 |
| 2 | Honda  | 256 |
| 3 | Suzuki | 220 |
| 4 | Cagiva | 130 |
| 5 | Norton | 4   |
| 6 | Roton  | 1   |

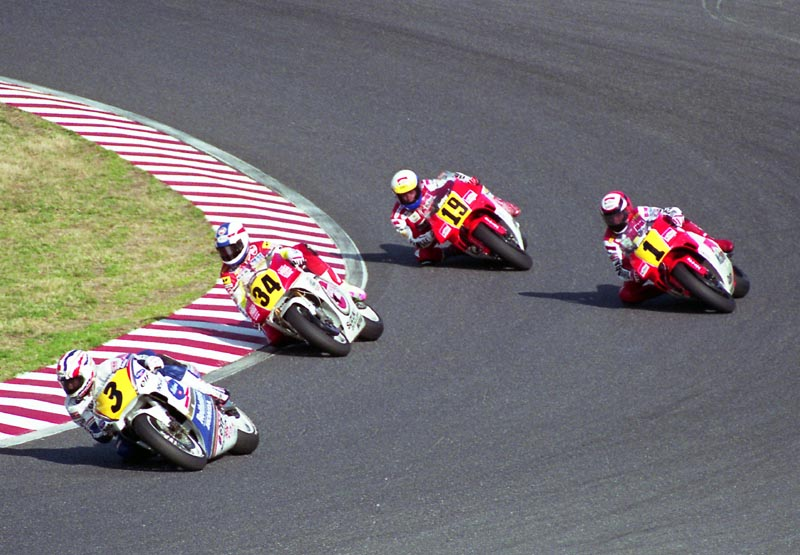
Una fase del GP del Giappone.

Nella classifica finale del campionato vi fu un dominio assoluto dei piloti statunitensi e australiani che occuparono le prime sei posizioni: al primo posto si classificò come l'anno precedente Wayne Rainey su Yamaha, seguito da Michael Doohan su Honda e Kevin Schwantz su Suzuki (questi ultimi invertirono la loro posizione rispetto all'anno precedente). Furono 5 i piloti che, grazie alla loro estrema regolarità, si trovarono nell'obbligo di scartare dei punti avendo ottenuto 14 risultati validi sulle 15 prove in programma.
Le 3 case motociclistiche giapponesi che equipaggiavano i primi piloti, si piazzarono nello stesso ordine tra i costruttori, precedendo la Cagiva.
Caso curioso, nel Gran Premio motociclistico d'Austria, già prima della partenza si sapeva che non sarebbero stati assegnati tutti i punti a disposizione: dei 20 iscritti solamente 13 riuscirono a qualificarsi per la gara e solo 12 tagliarono poi il traguardo.
Non tutti i punti vennero assegnati anche in altre due occasioni, nel GP di Germania e in quello della Malesia (dove peraltro gli iscritti furono solo 17).

Classifica piloti (prime 5 posizioni)
| Pos. | Pilota         | Moto   |   |   |     |     |   |     |   |   |     |     |   |   |   |   |   | P.ti      |
| ---- | -------------- | ------ | - | - | --- | --- | - | --- | - | - | --- | --- | - | - | - | - | - | --------- |
| 1    | Wayne Rainey   | Yamaha | 3 | 1 | 1   | 3   | 9 | 2   | 2 | 1 | 2   | 1   | 2 | 1 | 1 | 3 |   | 233 (240) |
| 2    | Michael Doohan | Honda  | 2 | 2 | 2   | 1   | 1 | 3   | 1 | 2 | Rit | 2   | 3 | 3 | 2 | 2 | 3 | 224 (239) |
| 3    | Kevin Schwantz | Suzuki | 1 | 5 | 3   | Rit | 7 | 1   | 3 | 4 | 1   | 4   | 1 | 2 | 5 | 1 |   | 204       |
| 4    | John Kocinski  | Yamaha | 4 | 3 | Rit | 2   | 2 | Rit | 9 | 5 | 6   | Rit | 4 | 6 | 3 | 4 | 1 | 161       |
| 5    | Wayne Gardner  | Honda  | 5 | 4 | 7   | 7   |   | 5   | 4 | 3 | 3   | 10  | 5 | 4 | 4 | 5 | 2 | 161 (167) |
| Pos. | Pilota         | Moto   |   |   |     |     |   |     |   |   |     |     |   |   |   |   |   | P.ti      |

| Legenda                                                                        | 1º posto        | 2º posto        | 3º posto | A punti      | Senza punti        | Grassetto=Pole position Corsivo=Giro più veloce |
| Legenda                                                                        | Gara non valida | Non qualificato | Ritirato | Squalificato | "-" Dato non disp. | Grassetto=Pole position Corsivo=Giro più veloce |
| Fonte dei dati: motogp.com, racingmemo.free.fr, autosport.com, jumpingjack.nl. |                 |                 |          |              |                    |                                                 |

### Classe 250
| 1 | Honda    | 294 |
| 2 | Aprilia  | 189 |
| 3 | Yamaha   | 104 |
| 4 | Suzuki   | 90  |
| 5 | JJ Cobas | 51  |

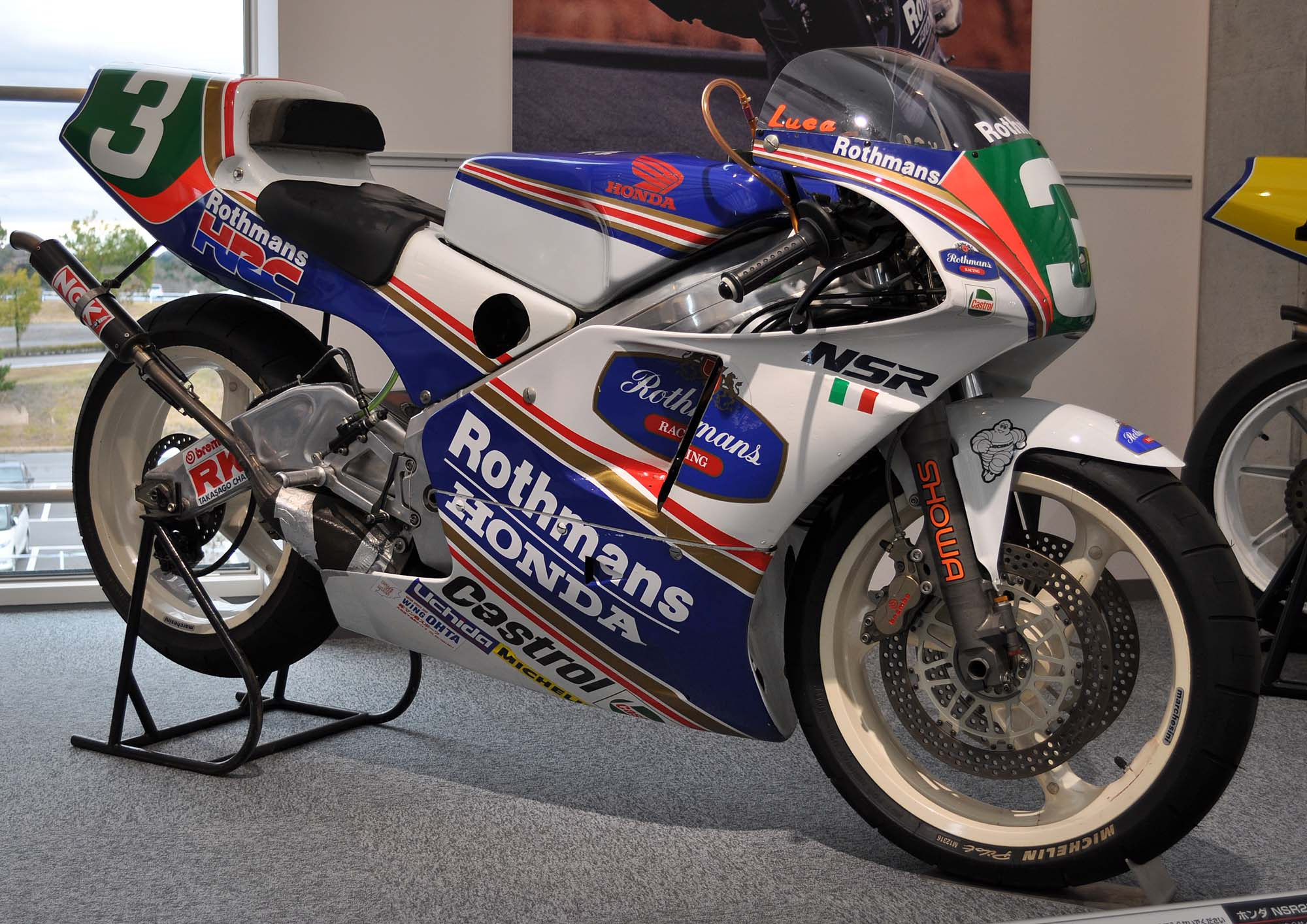
La Honda NSR250, con la quale Cadalora vinse il titolo mondiale.

La stagione della quarto di litro venne nettamente dominata dai piloti equipaggiati da Honda che occuparono i primi 5 posti nella classifica finale; le motociclette si rivelarono anche particolarmente affidabili, tanto che sia il vincitore del titolo Luca Cadalora che il terzo classificato Carlos Cardús ottennero punti in tutti i gran premi disputati. Cadalora, al termine dell'anno si ritrovò a scartare, come da regolamento e come due peggiori risultati, due quinti posti in classifica.
Su 15 gran premi 13 furono vinti da Cadalora (8) e da Helmut Bradl (5) sulle moto giapponesi, lasciando solo 2 prove ai piloti Aprilia Loris Reggiani e Pierfrancesco Chili che conquistarono rispettivamente il Gran Premio motociclistico di Francia e quello d'Olanda.

Classifica piloti (prime 5 posizioni)
| Pos. | Pilota           | Moto  |   |     |   |     |   |   |   |   |   |   |   |     |     |   |     | P.ti      |
| ---- | ---------------- | ----- | - | --- | - | --- | - | - | - | - | - | - | - | --- | --- | - | --- | --------- |
| 1    | Luca Cadalora    | Honda | 1 | 1   | 1 | 2   | 1 | 4 | 5 | 1 | 2 | 5 | 1 | 1   | 3   | 3 | 1   | 237 (259) |
| 2    | Helmut Bradl     | Honda | 7 | 2   | 8 | 1   | 2 | 1 | 1 | 2 | 4 | 2 | 3 | Rit | 1   | 1 | 3   | 220 (228) |
| 3    | Carlos Cardús    | Honda | 2 | 3   | 4 | 6   | 6 | 2 | 2 | 3 | 5 | 3 | 2 | 2   | 2   | 2 | 2   | 205 (225) |
| 4    | Wilco Zeelenberg | Honda | 3 | 4   | 2 | Rit | 5 | 3 | 3 | 4 | 3 | 7 | 5 | 5   | Rit | 4 | Rit | 158       |
| 5    | Masahiro Shimizu | Honda | 8 | Rit | 5 | 4   | 7 | 5 | 6 | 6 | 6 | 6 | 4 | 4   | 4   | 5 | Rit | 142       |
| Pos. | Pilota           | Moto  |   |     |   |     |   |   |   |   |   |   |   |     |     |   |     | P.ti      |

| Legenda                                                                        | 1º posto        | 2º posto        | 3º posto | A punti      | Senza punti        | Grassetto=Pole position Corsivo=Giro più veloce |
| Legenda                                                                        | Gara non valida | Non qualificato | Ritirato | Squalificato | "-" Dato non disp. | Grassetto=Pole position Corsivo=Giro più veloce |
| Fonte dei dati: motogp.com, racingmemo.free.fr, autosport.com, jumpingjack.nl. |                 |                 |          |              |                    |                                                 |

### Classe 125
| 1 | Honda        | 225 |
| 2 | Aprilia      | 142 |
| 3 | JJ Cobas     | 97  |
| 4 | Bakker-Rotax | 67  |
| 5 | Derbi        | 45  |
| 6 | Gazzaniga    | 27  |

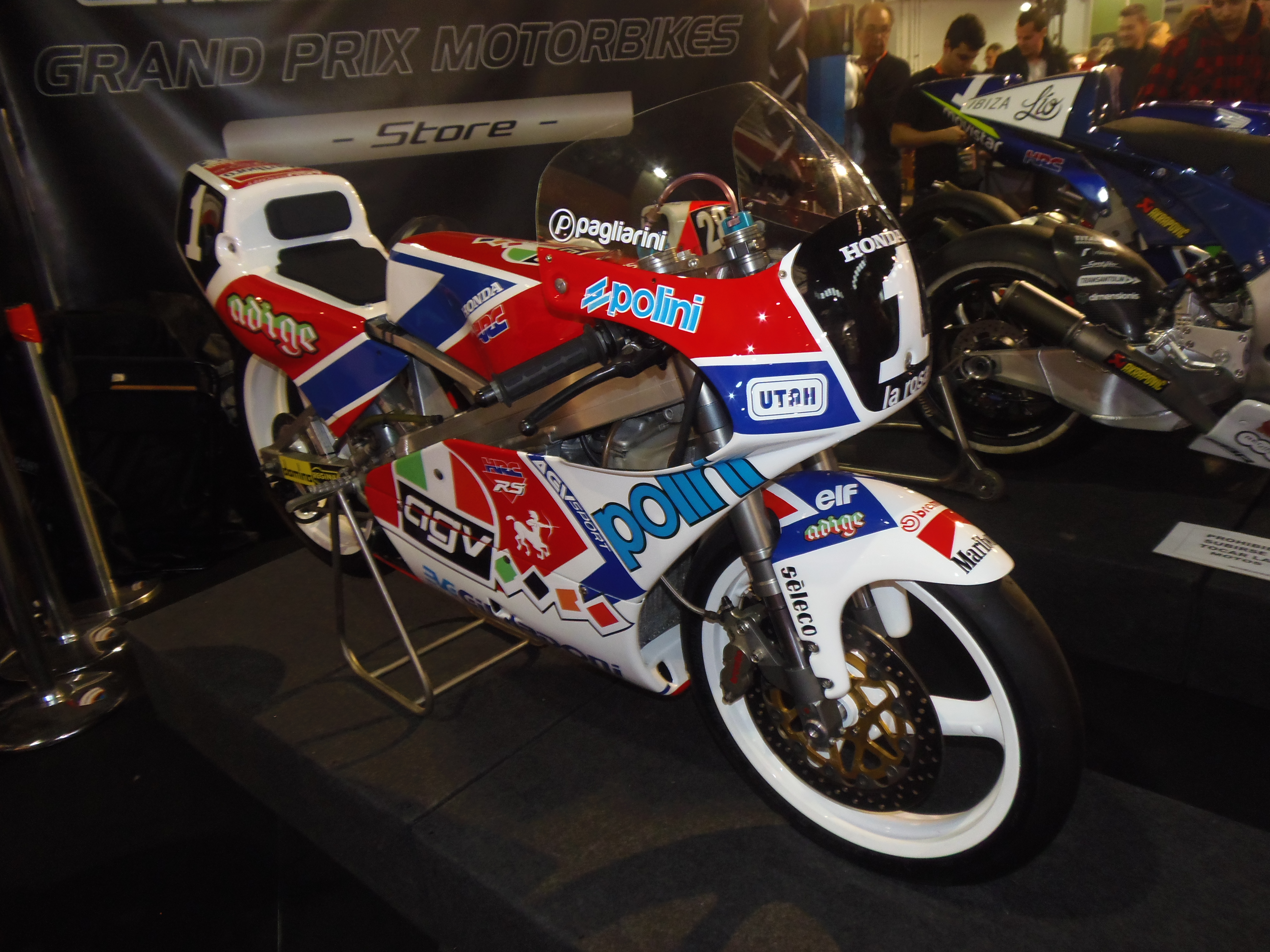
La Honda RS125R, con la quale Capirossi vinse il titolo mondiale.

La classe 125 venne disputata su 13 prove, non essendo presente nel gran premio disputato a Le Mans e in quello degli USA; vennero quindi presi in considerazione per la classifica i migliori 11 risultati e anche in questo caso, come già nella 250, il vincitore del titolo Loris Capirossi avendo ottenuto punteggio valido in tutte le gare, si ritrovò a scartare addirittura un piazzamento sul podio.
I primi tre piloti in classifica erano equipaggiati da moto Honda, conseguentemente fu la casa motociclistica giapponese ad aggiudicarsi facilmente il titolo dei costruttori, precedendo nettamente la Aprilia.

Classifica piloti (prime 5 posizioni)
| Pos. | Pilota          | Moto    |    |     |    |   |     |     |    |     |    |   |     |     |    |    |   | P.ti      |
| ---- | --------------- | ------- | -- | --- | -- | - | --- | --- | -- | --- | -- | - | --- | --- | -- | -- | - | --------- |
| 1    | Loris Capirossi | Honda   | 3  | 1   | NE | 3 | 2   | 2   | 6  | 1   | 2  | 1 | 1   | 2   | 2  | NE | 1 | 200 (225) |
| 2    | Fausto Gresini  | Honda   | 2  | 2   | NE | 2 | 1   | Rit | 1  | 2   | 4  | 3 | 2   | 3   | 6  | NE | 4 | 181 (191) |
| 3    | Ralf Waldmann   | Honda   | 7  | 5   | NE | 7 | 9   | 1   | 2  | 6   | 1  | 2 | Rit | 4   | 8  | NE |   | 141       |
| 4    | Gabriele Debbia | Aprilia | 11 | Rit | NE | 4 | 8   | 4   | 21 | 18  | 6  | 4 | 4   | 6   | 3  | NE | 5 | 111       |
| 5    | Noboru Ueda     | Honda   | 1  | 3   | NE | 1 | Rit |     | 3  | Rit | 12 | 5 | 5   | Rit | 17 | NE | 7 | 105       |
| Pos. | Pilota          | Moto    |    |     |    |   |     |     |    |     |    |   |     |     |    |    |   | P.ti      |

| Legenda                                                                        | 1º posto        | 2º posto        | 3º posto | A punti      | Senza punti        | Grassetto=Pole position Corsivo=Giro più veloce |
| Legenda                                                                        | Gara non valida | Non qualificato | Ritirato | Squalificato | "-" Dato non disp. | Grassetto=Pole position Corsivo=Giro più veloce |
| Fonte dei dati: motogp.com, racingmemo.free.fr, autosport.com, jumpingjack.nl. |                 |                 |          |              |                    |                                                 |

### Classe sidecar
Classifica equipaggi (prime 5 posizioni)
| Pos. | Pilota                                      | Moto        |    |    |     |    |     |     |    |   |   |   |   |   |   |   |    | P.ti      |
| ---- | ------------------------------------------- | ----------- | -- | -- | --- | -- | --- | --- | -- | - | - | - | - | - | - | - | -- | --------- |
| 1    | Steve Webster/Gavin Simmons                 | LCR-Krauser | NE | NE | 1   | 1  | 1   | Rit | 1  | 1 | - | 2 | 2 | 2 | 3 | 3 | NE | 181       |
| 2    | Rolf Biland/Kurt Waltisperg                 | LCR-Honda   | NE | NE | 4   | 4  | Rit | 3   | 2  | 4 | 2 | 1 | 1 | - | 1 | 1 | NE | 168       |
| 3    | Egbert Streuer / Pete Essaf-Peter Brown     | LCR-Krauser | NE | NE | Rit | 17 | 2   | 4   | 8  | 9 | 1 | 4 | 3 | 4 | 2 | 5 | NE | 134       |
| 4    | Alain Michel/Simon Birchall                 | LCR-Krauser | NE | NE | 2   | 18 | Rit | 2   | NP | 2 | 4 | 3 | 4 | 1 | - | 2 | NE | 129       |
| 5    | Ralph Bohnhorst /Bruno Hiller-Geral de Haas | LCR-Krauser | NE | NE | 7   | 8  | 8   | 1   | 7  | 6 | 5 | 8 | - | 6 | 4 | 6 | NE | 108 (116) |
| Pos. | Pilota                                      | Moto        |    |    |     |    |     |     |    |   |   |   |   |   |   |   |    | P.ti      |

| Legenda                                                                        | 1º posto        | 2º posto        | 3º posto | A punti      | Senza punti        | Grassetto=Pole position Corsivo=Giro più veloce |
| Legenda                                                                        | Gara non valida | Non qualificato | Ritirato | Squalificato | "-" Dato non disp. | Grassetto=Pole position Corsivo=Giro più veloce |
| Fonte dei dati: motogp.com, racingmemo.free.fr, autosport.com, jumpingjack.nl. |                 |                 |          |              |                    |                                                 |